# 法定代表律師辦事處
法定代表律師辦事處（英語：Official Solicitor's Office）是根據《法定代表律師條例》建立，獨立於香港法律援助署轄下的其他單位，負責代表未成年（未滿18歲）及無行為能力者的有關利益。法定代表律師由法律援助署署長鄺寶昌太平紳士兼任，助理法定代表律師為陳妙娟。

## 外部連結
- 法定代表律師辦事處 （页面存档备份，存于）